# Ophiocomella schmitti
Ophiocomella schmitti is een slangster uit de familie Ophiocomidae.
De wetenschappelijke naam van de soort werd in 1939 gepubliceerd door Austin Hobart Clark.